# CeROArt
CeROArt est une revue scientifique pluridisciplinaire traitant de la conservation, de l'exposition et de la restauration des objets d'art.
Cette nouvelle revue électronique se veut un espace de réflexion et d’interactions entre historiens et historiens de l’art, philosophes et muséologues, scientifiques intéressés par le patrimoine, conservateurs, restaurateurs, autant que représentants du monde muséal ou étudiants en l’une de ces disciplines.
CeROArt est une revue disponible en accès libre sur le portail OpenEdition Journals.